# Cartan (cràter)
Cartan és un petit cràter d'impacte situat prop de la vora oriental de la Lluna, just a l'oest del cràter Apol·loni, de major grandària. La vora és circular, amb un petit cràter superposat en el seu costat oriental. El sòl interior té aproximadament la meitat del diàmetre del cràter. Un cràter més petit unit a la ribera sud també es connecta al bord nord de Apol·loniu H, formant una cadena de cràters curta.

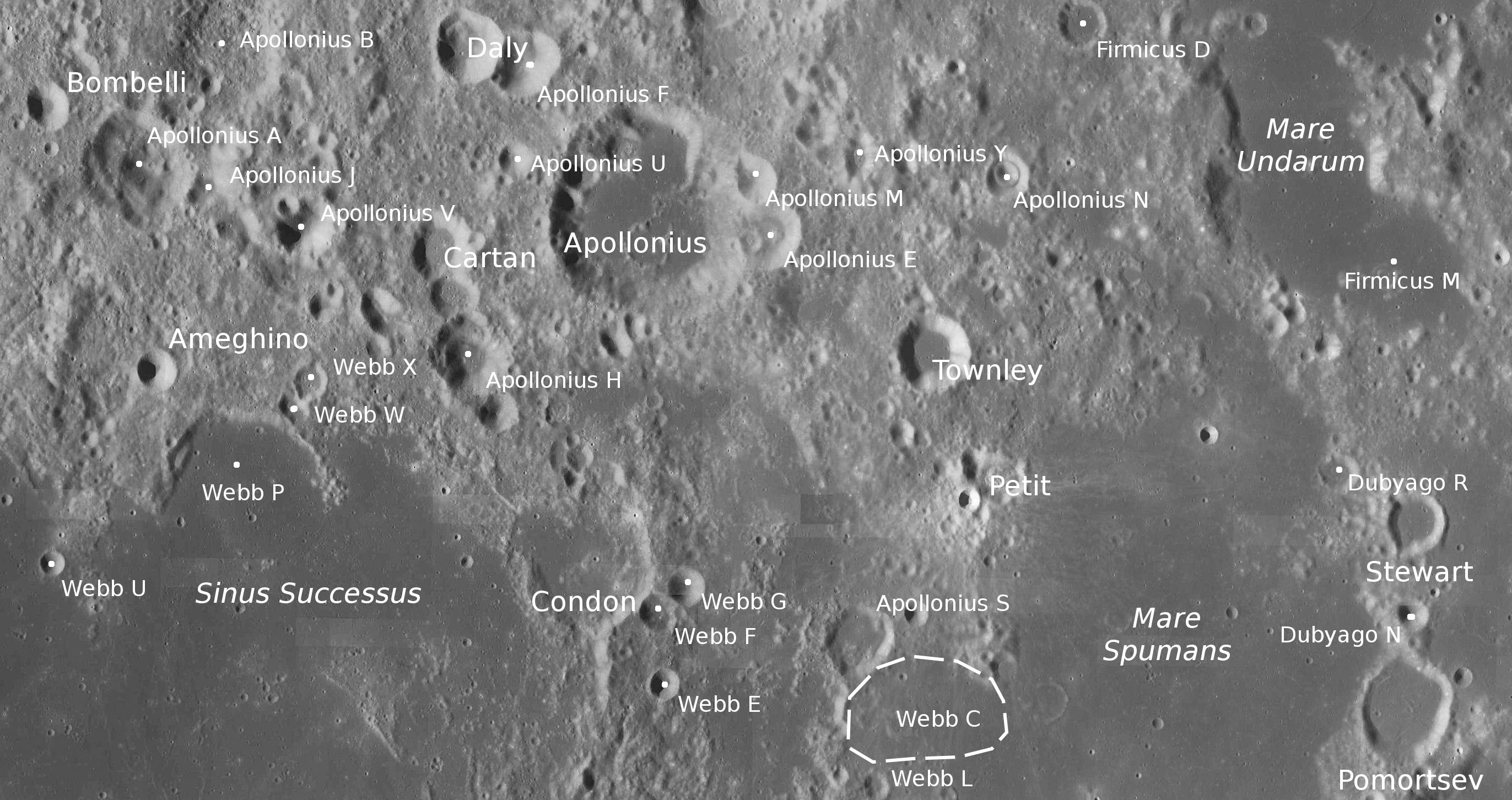
Fotografia de la missió Lunar Reconnaissance Orbiter. Cartan, (a dalt-esquerra), a l'esquerra d'Apol·loni.